# Про суспільну угоду, або Принципи політичного права

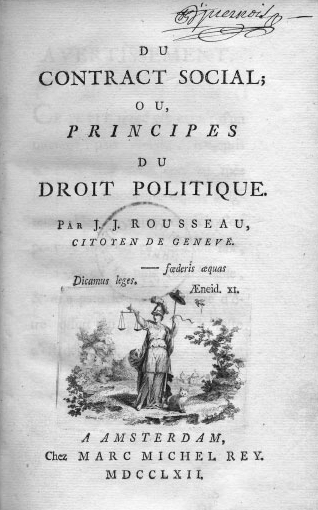
Титульна сторінка першого видання.

«Про суспільну угоду, або Принципи політичного права» (фр. Du contrat social ou Principes du droit politique) — трактат, написаний Жаном-Жаком Руссо у 1762 році, де він розмірковує про найкращий спосіб, у який можна було б створити політичну спільноту, зважаючи на всі проблеми що виникають в комерційному суспільстві, яке він описав раніше у своїй праці Міркування про походження і причини нерівності між людьми (1754).
Книга «Про суспільну угоду» вважається такою, що сприяла політичному поступу в Європі XVIII ст., особливо у Франції, де вона надихала діячів революції, і навколо Руссо виник цілий культ. У «Суспільній угоді» автор виступав проти ідеї, що монархам надано право володарювати божественною силою.

## Короткий опис

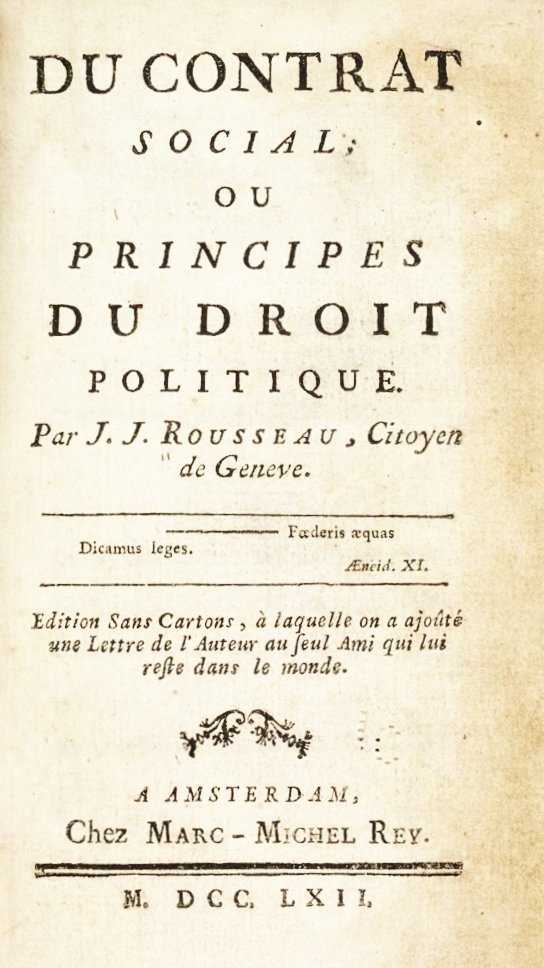
Титульна сторінка «піратського» видання книги 1762 року, надрукованого скоріше за все у Німеччині

## Зміст
Книга I
- Розділ І. Предмет цієї першої книги
- Розділ II. Про найперші суспільства
- Розділ III. Про право найсильнішого
- Розділ IV. Про рабство
- Розділ V. Про те, що завжди слід дошукуватися першопочаткової домовленості
- Розділ VI. Про суспільний пакт
- Розділ VII. Про суверена
- Розділ VIII. Про громадянський стан
- Розділ IX. Про володіння майном

Книга II
- Розділ І. Про те, що суверенітет с невідчужуваним
- Розділ II. Про те, ще суверенітет є неподільним
- Розділ III. Чи може загальна воля помилятися
- Розділ IV. Про межі влади суверена
- Розділ V. Про право життя і смерті
- Розділ VI. Про закон
- Розділ VII. Про законодавця
- Розділ VIII. Про народ
- Розділ IX. Продовження
- Розділ X. Продовження
- Розділ XI. Про різні системи законодавства
- Розділ XII. Розподіл законів

Книга III
- Розділ І. Про урядування взагалі
- Розділ II. Про принцип, що конституює різні форми уряду
- Розділ III. Розрізнення урядувань
- Розділ IV. Про демократію
- Розділ V. Про аристократію
- Розділ VI. Про монархію
- Розділ VII. Про змішані форми урядування
- Розділ VIII. Про те, що жодна форма урядування не прийнятна для усіх країн
- Розділ IX. Про ознаки гарного урядування
- Розділ X. Про урядові зловживання і про схильність уряду до дегенерації
- Розділ XI. Про смерть політичного тіла
- Розділ XII. Як підтримує себе суверенна влада
- Розділ XIII. Продовження
- Розділ XIV. Продовження
- Розділ XV. Про депутатів, або представників
- Розділ XVI. Про те, що встановлення способу урядування не є угодою
- Розділ XVII. Про встановлення уряду
- Розділ XVIII. Засоби запобігання узурпації влади

Книга IV
- Розділ І. Про те, що загальна воля є непорушною
- Розділ II. Про голосування
- Розділ III. Про вибори
- Розділ IV. Про римські коміції
- Розділ V. Про трибунат
- Розділ VI. Про диктатуру
- Розділ VII. Про цензуру
- Розділ VIII. Про громадянську релігію
- Розділ IX. Прикінцеве слово

## Цитати з твору
Людина народжується вільною, проте скрізь вона у кайданах, а той, хто вважає себе володарем інших, є насправді навіть більшим рабом, аніж вони.
...наші політики, не маючи змоги поділити суверенітет стосовно його принципу, усе ж поділяють його стосовно об’єкта, розрізняючи силу і волю, владу законодавчу і владу виконавчу, право стягувати податки, чинити суд і вести війну, внутрішнє адміністрування і повноваження у відносинах із зарубіжними країнами — вони то змішують усі ці частини поміж собою, то відділяють їх одну від одної. Вони перетворюють суверена на якусь фантастичну істоту, складену з припасованих один до одного шматків; вони ніби складають людину з декількох тіл, одне з яких має лише очі, друге — лише руки, третє — лише ноги.
Свого блага прагнуть завжди, та не завжди його бачать: народ ніколи не можна підкупити, але часто його можна увести в оману, і саме тоді видається, нібито він прагне того, що є злом.
Суспільний трактат має на меті убезпечення сторін, що його укладають. Хто бажає мети, бажає й засобів, засоби ж ці нерозривно пов’язані з певним ризиком і навіть з певними втратами. Хто хоче зберегти своє життя за рахунок інших, в свою чергу, коли це потрібно, повинен бути готовим віддати його за них. Отже, коли закон вимагає від громадянина наразитися на певну небезпеку, громадянин тут більше не може бути суддею; і коли принцепс сказав йому: «Для держави корисно, щоб ти помер», — він повинен померти, оскільки лише завдяки цій умові він досі жив у безпеці, і життя його — це вже не тільки доброчинність природи, але й дар держави, пов’язаний з певними умовами.
Російська імперія захоче поневолити Європу, але сама зазнає поневолення. Татари, їхні піддані чи сусіди, стануть їхніми володарями, а також і нашими. Ця революція видається мені неминучою, бо всі королі Європи спільно працюють над її прискоренням.
...не може бути єдиної і абсолютної конституції уряду, навпаки, урядів, різних за природою, може існувати стільки ж, скільки існує різних за розмірами держав.
Легше завоювати, аніж царювати.
Щойно суспільна служба перестає бути головною справою громадян, і вони починають вважати за краще служити <суспільству> своїм гаманцем, а не своєю персоною, як держава опиняється на межі загибелі.
Варто аби хтось сказав про суспільні справи: Яка мені з того користь?  — і державу слід вважати мертвою.
Суверенітет не може бути представлений <кимось> з тих же причин, якими зумовлена неможливість його відчуження; він сутнісно передбачає вияв загальної волі, яка не може мати представника. Вона є або собою, або ж йдеться вже про якусь іншу <волю> — середини тут немає. Тому, депутати, обрані народом, не є і не можуть бути його представниками: вони є лише його комісарами і не можуть нічого вирішувати остаточно. Будь-який закон, не ратифікований безпосередньо народом, нічого не вартий — він не є законом.

## Український переклад
- Жан-Жак Руссо. Про суспільну угоду, або Принципи політичного права / Укр. пер. з фр. та ком. О. Хома. — Київ: Port-Royal, 2001. — 349 с. — ISBN 966-7068-06-4.

## Зовнішні посилання
- Про суспільний договір, або Принципи Політичного Права (litopys.org.ua, повний текст у форматі html)
- Du contrat social (MetaLibri)
- The Social Contract at constitution.org
- Catholic Encyclopedia Based on an article critical of The Social Contract, written in 1908.
- SparkNotes entry on The Social Contract
- Rousseaus Gesellschaftsvertrag in Kurzform